# Kozí příběh se sýrem
Kozí příběh se sýrem je český animovaný film v produkci Art And Animation studia, který volně navazuje na předchozí díl Kozí příběh – pověsti staré Prahy.Děj se přenese ze středověké Prahy do sýrového království.

## Zajímavosti
Film je zpracován celý ve 2D a 3D stereoskopické verzi. Do filmu se z natočených více než čtyř tisíc dialogů dostalo přibližně 350. V nedokončené verzi byl film vysílán na Zlínském filmovém festivalu 1. června 2012.
Film byl renderován ve vlastním renderovacím systému FurryBall, který využívá síly více grafických karet.
V roce 2015 se tvůrci rozhodli umístit film na YouTube, kde je k vidění v mnoha jazykových mutacích (anglicky, španělsky, portugalsky, rusky, německy, hindsky).

## Postavy

### Král (Dalimil Klapka)
Pan král je sýrový gurmán, miluje sýry z celého světa. Italské parmezány, nivy a dokonce i exotické sýry z Afriky mu shání jeho věrný královský sýrař jménem Kobyl. Jeho hrad je už téměř prázdný, protože skoro všechen svůj majetek prodá za milované sýry a to ještě netuší, že mu jeho mlsný jazyk může připravit o královskou korunu a dokonce i o život.

### Kobyl (Karel Heřmánek)
Kobyl je královský sýrař, který královi vyhledává ty nejlepší sýraře ve světě. Je také jediným důvěrným královým společníkem a proto s ním vyjednává různé obchody se sýry. Ve skutečnosti je Kobyl zlý člověk, který se v noci převléká za létajícího čerta sbírajícího veškeré sýraře ve vsi. Unesené sýraře (tudíž i Kubu s Mácou) pak uvězní do sýrařské továrny, kde musejí vyrábět sýry "z celého s věta". Kobyl poté královi přináší "chutě světa". Připraví krále o všechen majetek a nakrátko také královské koruny. Je potrestán a dvěma šťastlivými čerty odnesen do pekla.

### Kuba (Matěj Hádek)
Kuba kdysi snil o sochařství, ale nakonec se usadil v jednom sýrařském království, kde si na sýry potrpí i samotný pan král. Se svou ženou Mácou vychovává dvě děti Honzíka a Zuzanku a stále s nimi žije jejich věrná kamarádka Koza, která kromě dávání mléka umí mluvit a číst.

### Máca (Mahulena Bočanová)
Máca se z Prahy odstěhuje s Kubou a Kozou do jednoho sýrařského království. S Kubou vyrábějí kozí sýr. Máca si s ním spokojeně žije do té chvíle než si je odnese samotný čert (namaskovaný Kobyl), protože jsou sýraři. Koza i s dětmi je ale zachrání.

### Koza (Jiří Lábus)
Flekatá koza, jejich věrná mluvicí kamarádka. Svým kozím mlékem živí celou rodinu a nejenom ji, namátkou i pana krále, který si jeden neuschovaný sýr na okně ukradl. Když si čert Kubu s Mácou odnese do pekla koza dětem pomůže a motivuje je historkou, jak se kdysi s Kubou podíleli na stavbě Karlova mostu. Vydá se s nimi do jedné krčmy, kde se kromě obyčejných štamgastů objeví také slavné pohádkové trio Dlouhý, Široký a Bystrozraký. Ti jim nabídnou své služby a společně docílí Kobylova potrestání a záchrany Kuby a Mácy.

### Honzík (Martin Sucharda)
Honzík je nejstarší ze dvou dětí. Sní o tom, že se stane rytířem, ale jeho domácí povinnosti mu v tom zabraňují. Z rytířské zbroje má jen obyčejný dřevěný meč a jako helmici vypůjčený sýrařský cedník. Doma má za úkol hlídat svoji mladší sestru Zuzanku a dojit Kozu. Velké dobrodružství zažije až tehdy, co se s Kozou a Zuzankou vypraví vysvobodit své rodiče.

### Zuzanka (Alena Kokrdová)
Honzíkova mladší sestřička, která únos rodičů nese těžce, ale odvážně se s Kozou vypraví rodiče vyhledat. Je vybavena blechami, aby čertům vyprášily kožich. I když působí jako nevinné děvčátko, je schopna Kobylovi zařídit jakousi nemilou projížďku hradem: přes katovnu, komoru pichlavých kaktusů a dokonce i podzemím skrývající dosud neobjevené prehistorické ještěry. Zuzanka se ze sutin hradu, které způsobil Kobyl vrátí ke svým zachráněným rodičům.

### Dlouhý (Michal Dlouhý), Široký (Miroslav Táborský) a Bystrozaký (Miroslav Vladyka)
Slavné pohádkové trio, které tak trochu zlenivělo a nyní se potulující po různých krčmách. A právě jednou navštívili hospodu v sýrařském království, kde narazili na Kozu s Honzíkem a Zuzankou. Nabídli jim své služby a byli přijati. Jejich pověstné schopnosti, tedy Dlouhého vytahovačnost, Širokého vypití vody a Bystrozrakého neobyčejný zrak do dálky trochu povadly, ale nakonec se podaří díky živé vodě jejich schopnosti oživit.

## Obsazení
| Jiří Lábus        | Koza                            |
| Matěj Hádek       | Kuba                            |
| Mahulena Bočanová | Máca                            |
| Ota Jirák         | Hospodský, Chlupáč, Tlustý čert |
| Dalimil Klapka    | Král                            |
| Karel Heřmánek    | Kobyl                           |
| Michal Dlouhý     | Dlouhý                          |
| Miroslav Táborský | Široký                          |
| Miroslav Vladyka  | Bystrozraký                     |
| Václav Vydra      | Hubený čert                     |
| Martin Dejdar     | Čertova babka                   |
| Lucie Vondráčková | Syrečky                         |
| Martin Sucharda   | Honzík                          |
| Alena Kokrdová    | Zuzanka                         |

## Recenze
- Kozí příběh se sýrem – 62% na Film CZ -